# Otto Ulrich von Dewitz
Otto Ulrich von Dewitz, eigentlich: Ulrich Otto von Dewitz, auch Ulrich Otto (III.) von Dewitz (* 26. Oktober 1747 in Groß Miltzow; † 24. März 1808 ebenda) war Präsident des Geheimen Rates von Mecklenburg-Strelitz.

## Leben
Otto Ulrich von Dewitz (Nr. 447 der Geschlechtszählung) entstammte der alten pommersch-mecklenburgischen Familie von Dewitz. Als einziger Sohn seines früh verstorbenen Vaters, des Kammerjunker in Eutin Christian Wilhelm von Dewitz (1723–1750) und der Henriette von Lehsten, besuchte er zunächst Schulen in Neubrandenburg und Magdeburg. 1763 trat er kurzfristig bis zum Kriegsende den preußischen Husaren bei, um hierauf in Göttingen Rechtswissenschaft zu studieren. Danach begab er sich nach Württemberg um das Jagdwesen zu erlernen. Von einem Onkel in Leutmark in Schleswig zum Erben eingesetzt, trat er in dänischen Reiterdienst, wo er zuletzt Rittmeister und Adjutant des Gouverneurs von Schleswig, Carl von Hessen, wurde. Nach einem Aufenthalt in Paris ernannte ihn Herzog Adolf Friedrich IV. zum Oberhauptmann des Fürstentums Ratzeburg, als Chef der dortigen Justiz- und Domänenverwaltung.
1792 erhielt er vom Herzog den Auftrag, die Eheverträge der Prinzessinnen Luise und Friederike auszuarbeiten, was mit der Ernennung zum Geheimen Rat verbunden war. Seine diplomatische Entsendung anlässlich der Belagerung von Mainz nutzte er, um sich bei Herzog Karl II. nachhaltig zu empfehlen, weswegen er bei dessen Regierungsantritt zum Präsidenten des Geheimen Rates befördert wurde. Während seiner siebenjährigen Amtszeit war er mit Gesandtenaufträgen nach England und Preußen betraut, letzteres in Begleitung des Herzogs, den erkrankten preußischen König zu besuchen. Ihm gelang es zudem, die schwierigen Finanzverhältnisse des Landes zu ordnen. Außerdem war für die seinerzeit nicht unumstrittene Schiffbarmachung der Elde, die Armenversorgung, das Städtewesen sowie für die Einrichtung eines Zuchthauses in Strelitz engagiert. Nach seiner Entlassung 1800 war er als Landwirt auf seinem Besitz, den er zu vergrößern wusste, tätig.
Ein Teilnachlass, der aus der Verpachtung und Verwaltung der neumärkischen Güter Blankenhagen, Raminshof und Piepstock mit einer Glashütte entstanden ist, befindet sich im Landeshauptarchiv Schwerin.

## Familie
Aus seiner Ehe mit Barbara von Maltzahn a.d.H. Rottmanshagen (1764–1811) wurden ihm fünf Kinder geboren, darunter Adolph von Dewitz (1787–1816), dem Vater des Ulrich Otto von Dewitz, sowie Otto Ernst von Dewitz. Die Tochter Wilhelmine (1792–1875) heiratete Carl von Oertzen.